# Нигехьорн
Нигехьорн (на немски: Nigehörn) е ненаселен остров в Северно море.
Принадлежи към територията на свободния ханзейски град Хамбург, Германия. Разположен е на 4 километра от остров Нойверк.
Нигехьорн е изкуствено направен остров. През 1989 г. там са изсипани 1,2 млн. кубични метра пясък, за да се изравни континенталната загуба на земя на съседния остров Шархьорн и заедно с това загубените места за мътене на морските птици. След големия природозащитен проект островът има площ от 30 хектара.
Оттогава се разраства по естествен начин в плитчините, тъй като растенията там задържат пясъка. Чрез това той нараства в източна посока и сега има площ от 50 хектара.
Нигехьорн е с до 5 метра надморска височина и изключително лесно може да бъде залят.